# Рецептите на Виолета
„Рецептите на Виолета“ е продукция на Дисни Ченъл Италия, но с участието на Клара Алонсо, която е от Аржентина. В тази рубрика участие взима и Мирта Уонс, която също е от Аржентина. Предаването се снима в Милано, Италия.

## Сюжет
Анджи (Клара Алонсо) е лелята на Виолета от едноменния сериал Виолета, която се опитва да готви по рецептите на Олга, но винаги има нещо необикновено, неясно, странно, което я кара да се съмнява и се допитва до Олга (Мирта Уонс), която винаги е готова да ѝ помогне. В епизодите има откъси от сериалa Виолета, като ястието винаги е преднасочено към някой.

## Дублаж
Дублажът е от Александра аудио, синхронен. Изпълнителен продуцент е Васил Новаков.

## В България
| Сезон | Епизоди | Излъчване в Италия | Излъчване в България |
| ----- | ------- | ------------------ | -------------------- |
| 1     | 20      | 9 юни, 2014        | 20 октомври, 2014    |
| 2     | 20      | 3 април, 2015      | 6 юни, 2016          |

## Официален сайт
www.blog-di-angie.it Архив на оригинала от 2015-08-21 в Wayback Machine.